# Le origini dell'urbanistica moderna
Le origini dell'urbanistica moderna è un saggio di storia dell'architettura ed urbanistica di Leonardo Benevolo, edito dalla casa editrice Laterza, nella collana "Universale Laterza".

## Caratteristiche
Il volume (191 pagine + tavole), analizza le prime esperienze urbanistiche applicate all'ambiente industriale, alla ricerca dei motivi che ne causarono il ritardo rispetto al conflitto degli effetti quantitativi delle trasformazioni in corso, che resero necessari gli interventi riparatori.
Il saggio mette quindi in evidenza la doppia origine (tecnica e moralistica) di tali esperienze, e ricostruisce i moventi dei primi riformatori, e dei correttori dei mali della città industriale.

## Struttura
L'opera è suddivisa nei seguenti quattro capitoli:
1. La formazione della città industriale;
2. L'epoca della grandi speranze (1815-1848);
3. Gli inizi della legislazione urbanistica moderna in Inghilterra e in Francia;
4. Il '48 e le sue conseguenze.

## Edizioni
- Leonardo Benevolo, Le origini dell'urbanistica moderna, 16ª ed., Bari-Roma, Laterza Editore, 2000, ISBN 88-420-0205-4.